# 海巡160轮
海巡160轮是中華人民共和國一艘航标作业船，由江南造船建造。海巡160长度為73.34米，宽度為14米，型深6.20米，最大排水量2300吨。該船建成時為該國最大的航标船。
2018年7月26日，正式开工建造。2018年11月28日，上船台，2019年3月22日，下水命名。建造周期比原计划缩短近三个月。同年6月29日，海巡160列编交通运输部东海航海保障中心。